# Хапоэль (футбольный клуб, Ашкелон)
«Хапоэль» (Ашкелон) — израильский футбольный клуб из Ашкелона. Домашняя площадка — стадион «Сала», вмещающий 5,250 зрителей.

## История
Команда «Хапоэль» (Ашкелон) была основана в 1955 году. Ашкелонский клуб, проведший большую часть своей истории в низших дивизионах израильского футбола, в первый раз вышел в Лигу Леумит — на тот момент высшую лигу чемпионата Израиля — в 1997 году, но продержался в ней всего один сезон. Следующее возвращение в высший дивизион состоялось в 2010 году, при этом за два года «Хапоэль» прошёл путь из третьей лиги, сначала с Шие Файгенбоймом, а затем с Ури Мальмильяном в качестве главного тренера. В надежде закрепиться в высшей лиге владелец клуба Проспер Агази приобрёл целый ряд новых игроков, включая двух членов национальной сборной и нескольких легионеров, и предоставил обновлённому составу для сплочения свою собственную виллу, но и на этот раз ашкелонцы покинули высшую лигу всего через год.
В сезоне 2015/16 года клуб занял второе место в Национальной лиге и вновь завоевал право играть в высшем футбольном дивизионе. Впервые в своей истории ашкелонская команда продержалась в Лигат ха-Аль больше одного сезона, но в 2018 году всё же выбыла из высшего дивизиона. Летом 2019 года клуб, сумма долгов которого достигла 4 млн шекелей, пережил принудительный роспуск правления, был назначен временный управляющий, подчиняющийся руководству лиги, и сезон 2019/2020 «Хапоэль» начал с балансом −9 очков, по итогам сезона опустившись ещё на один уровень.
В рамках других соревнований ашкелонцы несколько раз выигрывали Кубок Тото — дважды во втором и трижды в третьем дивизионе.

## Достижения
- Лига Леумит
  - Чемпион 1996-97
  - 2-е место 2015-16
- Лига Арцит
  - Чемпион 2004-05[6]
- Лига Алеф
  - Чемпион 2014—2015[8]
- Кубок Тото
  - Лига Леумит — победитель 1984-85, 2015
  - Лига Арцит — победитель 2001-02, 2002-03, 2004-05